# Byron Tenorio
Byron Zózimo Tenorio Quintero (Esmeraldas, 14 giugno 1966) è un ex calciatore ecuadoriano, di ruolo difensore.

## Caratteristiche tecniche
Era un difensore centrale; giacché in gioventù aveva praticato la pallacanestro, era particolarmente dotato nel gioco aereo, agevolato dall'altezza e dalla capacità di salto. All'inizio della carriera venne schierato come centravanti.

## Carriera

### Club
Tenorio esordì nel calcio professionistico con l'El Nacional di Quito nella Serie A 1985. Nel campionato 1986 contribuì alla vittoria del titolo con una rete. Nel 1987 fu ceduto all'Esmeraldas, con cui disputò un torneo di massima serie prima di tornare all'El Nacional. Nel 1988 vive una stagione positiva dal punto di vista realizzativo, dato che segna 12 reti. Nel 1992 passa al Barcelona di Guayaquil. Con la società giallo-nera disputa cinque stagioni, vincendo il trofeo nazionale nel 1995. Nel 1997 trascorse un anno all'Emelec. Passato poi alla LDU Quito, partecipò anche con tale formazione alla vittoria del campionato: nel 1998 diede un contributo rilevante con le sue prestazioni in difesa. Nel 2000 ebbe una breve esperienza nella società cilena dell'Unión Española. Giocò le sue ultime due stagioni con Deportivo Quito e LDU Portoviejo.

### Nazionale
Debuttò in Nazionale il 7 giugno 1988. Fu convocato per la prima volta per una competizione ufficiale in occasione della Copa América 1989. Esordì nella competizione il 2 luglio a Goiânia contro l'Uruguay, giocando da titolare nel ruolo di attaccante. Presenziò poi contro Argentina, Bolivia e Cile. Nel 1991 fu chiamato nuovamente per partecipare alla Copa América. In occasione di tale torneo fu impiegato come difensore; giocò tutte e 4 le gare disputate dall'Ecuador. Nel 1993 tornò a essere incluso nella rosa dei convocati per la Copa América. Scese in campo per due volte, contro Stati Uniti e Uruguay, sempre da subentrato. Nel 1996 prese parte alle qualificazioni al campionato del mondo 1998, e giocò l'ultima gara in Nazionale il 12 gennaio 1997.

## Palmarès
- Campionato ecuadoriano: 4

El Nacional: 1986
Barcelona: 1995
LDU Quito: 1998, 1999